# Xasthur
 (juillet 2019).
Xasthur est un groupe (one man band) américain, originaire d'Alhambra, en Californie. Il devient un projet solo de Scott « Malefic » Conner,, en 1999 à cause de sa difficulté à trouver un line-up fixe et sa volonté d'indépendance.
De 1995 à 2010, Xasthur était un groupe orienté black metal dépressif et atmosphérique, influencé, entre autres, par Burzum, et un des groupes majeurs du black metal américain. Après la dissolution de Xasthur en 2010, Scott Conner a lancé son projet folk rock Nocturnal Poisoning, puis Xasthur est revenu sous cette forme entièrement acoustique en 2015.

## Biographie
Xasthur est formé en décembre 1995 à Alhambra, en Californie, après que Conner ai joué dans plusieurs groupes locaux de death metal en Californie du Sud,. Pour un split avec Orosius, Conner est rejoint à la batterie et au chant par son ami Mike Pardi du groupe local Draconis, qui utilise le surnom de Ritual. De ce fait, Xasthur devient le projet solo de Conner, même si Khaija « Blood Moon » Ausar (de Dacon et Crimson Moon) apparait plus tard comme membre de session pour la chanson A Curse for the Lifeless (de Nortt / Xasthur).
Le premier album studio du groupe, Nocturnal Poisoning (enregistré d'avril à septembre 2001), est publié au label Blood Fire Death en 2002. Southern Lord Records le réédite en double album remasterisé en 2005. Les années suivantes, les albums de Xasthur sont édités par de nombreux labels comme Bestial Onslaught Productions, Moribund Records, Profound Lore Records, Battle Kommand Records, Autopsy Kitchen Records, Hydra Head Records, Turanian Honour Productions, Avantgarde Music, et Disharmonic Variations.
Le 26 mars 2010, Conner annonce le huitième album de Xasthur, Portal of Sorrow. Il explique que ce sera le dernier album sous le nom de Xasthur, expliquant qu'il dissoudra le groupe. Le 30 septembre 2010, Conner publie la première vidéo de Xasthur de la chanson Walker of Dissonant Worlds issue de l'album To Violate the Oblivious. Conner participe au documentaire One Man Metal en 2012.
Le 5 mars 2015, Conner annonce le retour de Xasthur avec un nouvel album. Le 16 avril, le tout premier concert du groupe est annoncé pour le 19 juin 2015 au festival Thirst for Light : Cascadian Summer Solstice II de Red Hawk Avalon à Pe Ell, Washington, D.C.. Le 4 septembre, le titre de l'album Subject to Change est annoncé. C'est un album orienté folk et country.

## Membres

### Membres actuels
- Scott « Malefic » Conner – chant, tous les instruments
- Christopher Hernandez – guitare, chant

### Anciens membres
- Mike « Ritual » Pardi – batterie, chant (sur Xasthur/Orosius)

### Anciens membres invités
- Khaija « Blood Moon » Ausar – clavier (sur Nortt / Xasthur et Xasthur)
- Mark « M.H. » Hunter – chant, ambiance (sur Defective Epitaph et All Reflections Drained)
- Marissa Nadler – chant (sur Portal of Sorrow)
- Ronald Armand Andruchuk – batterie (sur Other Worlds of the Mind)
- Robert Nesslin - Vocals on Nocturnal Poisoning's "A Misleading Reality and Doomgrass, and Xasthur's Subject to Change

## Discographie

### Albums studio
- 2002 : Nocturnal Poisoning
- 2003 : The Funeral of Being
- 2004 : Telepathic with the Deceased
- 2004] : To Violate the Oblivious
- 2006 : Subliminal Genocide
- 2007 : Defective Epitaph
- 2009 : All Reflections Drained
- 2010 : Portal of Sorrow
- 2016 : Subject to Change
- 2017 : Sigils Made of Flesh and Trees
- 2023 : Inevitably Dark

### Démos, EP et splits
- 1999 : Orosius / Xasthur
- 2001 : A Darkened Winter
- 2001 : A Gate Through Bloodstained Mirrors
- 2002 : Xasthur / Acid Enema
- 2002 : Rehearsal 2002
- 2003 : Suicide In Dark Serenity
- 2004 : Nachtmystium/Xasthur
- 2004 : Xasthur/Angra Mainyu
- 2004 : A Sermon In The Name of Death
- 2004 : Xasthur/Leviathan
- 2004 : Xasthur/Nortt
- 2006 : Xasthur
- 2007 : Striborg/Xasthur (split avec Striborg)
- 2007 : Cryostasium/Xasthur (split avec Cryostasium)
- 2008 : A Living Hell (split avec Black Circle)
- 2010 :  2005 Demo